# Église Notre-Dame-de-l'Annonciation de Balzan

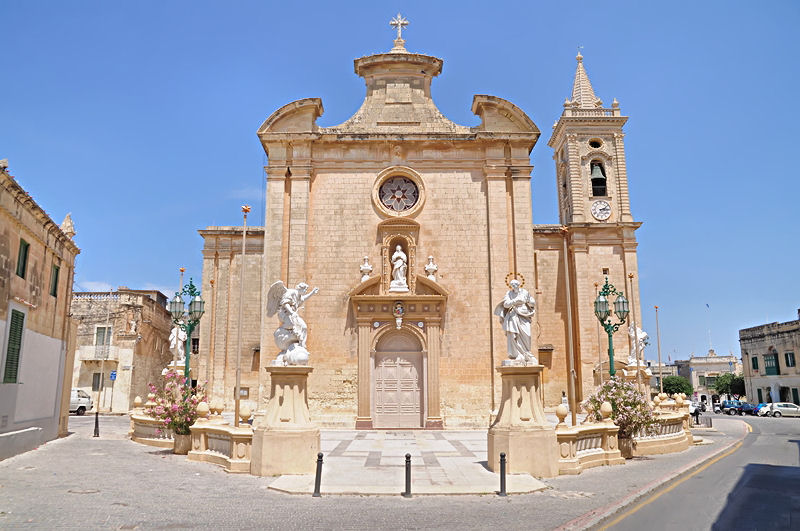
Église Notre-Dame-de-l'Annonciation de Balzan

L'église de l'Annonciation est située dans le village de Balzan, à Malte.

## Historique
L'église a été construite entre 1669 et 1695, puis la coupole en 1699 et le clocher en 1709. Elle est extérieurement de style toscan et intérieurement de style dorique, elle est dédiée à l'Annonciation de la Vierge Marie.

## Intérieur
L'église recèle des œuvres des peintres Giuseppe Calleja (1828-1915), Emvin Crémone (1919-1986) et Paul Camilleri Cauchi (1940-).